# Vratislav II.
Vratislav II. iz dinastije Přemyslidov je bil češki vojvoda in prvi češki kralj, * okoli 1032, † 14. januar 1092.
Bil je sin vojvode Břetislava I. in Judite Schweinfurtske. Kraljevski naslov mu je kot dosmrtni častni znak podelil cesar Svetega rimskega cesarstva Henrik IV. in ni bil deden.  Pred povišanjem v kraljevsko dostojanstvo je od leta 1061 vladal kot vojvoda. 
Po očetovi smrti leta 1055 je Vratislav postal vojvoda Olomouca, medtem ko je njegov starejši brat Spytihněv postal vojvoda Češke. Vratislav se z bratom sprl  in bil izgnan na Ogrsko. Z ogrsko pomočjo je ponovno zasedel vojvodski prestol Olomouca, se na koncu pobotal z bratom in ga po njegovi smrti leta 1062 nasledil kot češki vojvoda.

## Pohodi Henrika IV.
Papeža Aleksander II. in Gregor VII. sta potrdila Vtratislavov privilegij nošenja mitre in tunike, ki so ga imeli njegovi predhodniki.  Vratislav je kljub temu podpiral Henrika IV., tako v polemiki s papeži o investituri kot v zatiranju uporov na Saškem, pogostih med njegovo dolgo vladavino.
Vratislav je bil pogosto v sporu s svojim bratom, praškim škofom Jaromirjem, zlasti zato, ker je Jaromir nasprotoval Vratislavovi ustanovitvi nove moravske škofije v Olomoucu leta 1063. Jaromir je šel celo tako daleč, da je z orožjem prevzel relikvije, ki so bile iz Prage odpeljane na Moravsko. Vratislav je kljub temu, da je papež podpiral ustanovitev nove škofije, ostal zvest cesarju.
Sasi pod vodstvom vojvode Magnusa Saškega in bavarskega vojvode Otona Nordheimskega so se leta 1070 uprli cesarju, naslednje leto pa je Češko napadel Boleslav II. Poljski. Avgusta 1073 se je Henrik odzval in napadel Poljsko, vendar ga je nov saški upor leta 1075 prisilil k umiku. Vratislav se mu je pridružil in skupaj sta v prvi bitki pri Langensalzi 9. junija 1075 premagala upornike. Češke čete so pokazale vidno hrabrost. Henrik je nato odpeljal škofa Jaromírja v Nemčijo za svojega kanclerja, kar je za Vratislava pomenilo veliko olajšanje.
Vratislav je sodeloval tudi v vojnah proti protikraljem, ki so nasprotovali Henrikovi vladavini in jih je frakcija plemstva izvolila namesto njega. V bitki pri Flarchheimu je bila cesarska vojska le s pomočjo Vratislavovega kontingenta sposobna premagati upornike švabskega vojvode  Rudolfa Rheinfeldenskega, od papeža odobrenega kandidata za cesarski prestol. Vratislavu je celo uspelo dobiti  Rudolfovo zlato sulico, ki so jo nato ob državniških priložnostih nosili pred Vratislavom. 

## Odnosi s papeži
Vratislav se je s svojo vojsko udeležil Henrikovega pohoda v Italijo leta 1081 in leta 1083 skupaj z njim vkorakal v Rim.
Kot vojvoda je kljub temu, da je služil izobčenemu cesarju, ohranil dobre odnose s papeži. Papež  Gregor VII. je Vratislavu zavrnil dovoljenje za prakticiranje poganskega  slovanskega bogoslužja, a se slednji kljub temu nikoli ni postavil na stran Henrikovega protipapeža Klemna III.

## Ekspanzionizem
Vratislavova velika želja sta bili pretežno slovanski Meissenska in Lužiška marka, vendar jih kljub Henrikovim obljubam in češkim uspehom proti uporniškim mejnim grofom ni nikoli prejel. Med letoma 1075 in 1086 je posedoval  Spodnjo Lužico, potem pa jo je Henrik med vstajo Egberta II. Meissenskega leta 1088 predal Henriku Ostmarškemu. Vratislav je potem postal hladen do Henrikovih vojaških podvigov. Cesarju je sicer ostal zvest, vendar se je vzdržal dajanja vojaške pomoči.

## Notranje zadeve
Přemyslidi so Moravsko praviloma zaupali mlajšim bratom vladajočega vojvode. V Vratislavovem primeru sta njegova mlajša brata Konrad in Oton podedovala Olomouc oziroma Brno. Najmlajši brat Jaromir je vstopil v cerkev.
Nesoglasje med brati so se stopnejvala in dosegla vrh, ko je Vratislav ustanovil škofijo Olmütz (Olomouc) pod nadškofijo Mainz, da bi kljuboval bratu Jaromirju in Otonovi oblasti v njegovi provinci. V sporu sta posredovala tako papež kot cesar. Spor je bil delno rešen z Jaromírjevim imenovanjem za kanclerja leta 1077. Aprila 1085 je Reichstag, sklican v Mainzu, ukinil  moravsko škofijo, vendar jo je Vratislav pozneje ponovno ustanovil. Jaromir je protestiral v Rimu pri papežu Urbanu II., vendar je leta 1090 umrl, še preden je papež odločil o zadevi.
Na Vratislavovo žalost so njegova zadnja leta zasenčili dinastični spori. Ko je njegov brat Oton leta 1086 umrl, je Olomouc prepustil svojemu sinu Boleslavu, kar je bilo v nasprotju z Konradovimi interesi. Vratislav je proti Konradu  poslal vojsko pod poveljstvom svojega drugega sina Břetislava, vendar se je sin obrnil proti njemu. Vratislav je zato v  skladu s češkimi običaji za svojega naslednika izbral Konrada. Brata sta se pobotala in skupaj napadla Břetislava in ga prisilila na beg na Ogrsko.

## Smrt
Vratislav je po tridesetih letih vladanja umrl na lovu 14. januarja 1092. Pokopan je bil v cerkvi sv. Petra in sv. Pavla v Vyšehradu.

## Zapuščina
Vratislav je bil pogosto v konfliktu s praškim škofom Jaromírjem in iskal načine, da bi zmanjšal vpliv praškega škofa v češki notranji politiki. Med dejanji, ki jih je izvedel, sta bila ponovna vzpostavitev škofije Olomouc leta 1063 in ustanovitev Višegrajskega kapitlja leta 1070. Slednjega  je bogato obdaril, da ni bil odvisen od praškega škofa in neposredno pdrejen Svetemu sedežu. Njegov uspeh pri omejevanju moči praškega škofa je pomagal okrepiti češko krono in omogočil kasnejšim vladarjem, da so vladali bolj enotni državi. Njegova politika do Svetega rimskega cesarstva je bila zgled, ki so mu sledili v 12. stoletju in je na koncu pripeljala do trajnega povišanja Češke v kraljestvo v začetku 13. stoletja.
Zakonski zvezi, ki ju je sklenil z uglednima tujima princesama, sta odražali vse večji ugled Přemyslidov med evropskimi dinastijami. V nasprotju z njim je moral njegov oče Břetislav leta 1019 ugrabiti mladoletno plemkinjo Judito Schweinfurtsko, da je sploh dobil primerno soprogo. Dinastične vezi z uglednimi dvori v srednji in vzhodni Evropi je gojil tudi Vratislavov naslednik.

## Družina
Vratislav je bil poročen trikrat. Njegova prva žena Marija je umrla med prezgodnjim porodom. Drugič se je poročil leta 1057 z Adelajdo, hčerko Andreja I. Ogrskega, ki je umrla leta 1061. Z njo sta imela štiri otroke:
- Vratislava (-1061),
- Judito (1056/58-1086), poročeno s poljskim kraljem Vladislavom I. Hermanom, sinom Kazimirja I. Poljskega,
- Ljudmilo (-po 1100) in
- Břetislava II. (ok. 1060–22. december 1100), vojvodo Češke.

Leta 1062 se je Vratislav poročil s Svetoslavo, hčerko Kazimirja I. Poljskega.  Z njo sta imela pet otrok:
- Boleslava (-1091)[8].
- Bořivoja II. (ok. 1064-2. februar 1124), vojvodo Češke,[8]
- Vladislava I. (-12. april 1125), vojvodo Češke,[8]
- Soběslava I. (-14. februar 1140), vojvodo Češke,[8]  in
- Judito (ok. 1066-9. december 1108), poročeno z Wiprechtom II. Groitzschkim.